# Fore Father
"Fore Father" (em português, "Pai Adotivo") é um episódio da segunda temporada da série animada da FOX Uma Família da Pesada. É o vigésimo oitavo a ser exibido de todo o programa e o último da segunda temporada, antes do seriado ser oficialmente cancelado, até sua volta em 2001, e ser novamente cancelado em 2002. É classificado em TV-14 S.

## Enredo
Quando Lois pede à família que ajude-a na limpeza de primavera, Peter tenta fazer isso com uma mangueira, e acaba quebrando os objetos do lar. Por causa disso, a mulher pede ao marido que vá fazer outra coisa. Ele decide acampar com Joe e Cleveland. Enquanto acampam, Peter deixa Chris guardar os suprimentos de comida enquanto vai pescar com seus amigos. Ao retornarem, Peter, Joe e Cleveland percebem que toda a comida desapareceu. Chris mostra um flipbook, que exibe guaxinins roubando os alimentos e pede desculpas por estragar a viagem. Peter admite ao filho que tem sido um péssimo pai, e pede aos amigos que se tornem o novo pai do garoto; todos recusam, e uma rena decide ocupar esta posição, porém, leva um tiro. Então, Quagmire começa a sair com Chris durante todo o tempo.
Enquanto isso, Stewie usa os livros de Brian para fazer réplicas de casas flutuantes de papel machê do programa de detetive camp de 1960, Surfside 6, e o forte da sitcom da era pós Guerra de Secessão, F Troop, outro programa de 1960. Brian, obviamente, fica furioso com Stewie, que corre e se esconde atrás de Lois, dizendo "Mamãe, o cachorro está me assustando". Lois briga com Brian por assustar o menino e vai embora. Então, o cão diz que haverá vingança pela destruição dos livros quando mãe e filho passam pela porta. A mulher traz para Brian alguns livros de Peter, entre os quais estão Mr. T de Mr. T, uma autobiografia da estrela Esquadrão Classe A; T e Eu de George Peppard, um ator que co-estrelou com Mr. T no Esquadrão Classe A (Peppard e Mr. T não se davam bem até a morte de Peppard) e Pela Última Vez, Eu Não Sou Mr. T de Ving Rhames, um ator afro-americano com físico semelhante ao de Mr. T (com a exceção de Mr. T de Mr. T, todos esses livros são fictícios).
Para a vingança contra Stewie, Brian o leva a acreditar que a vacina contra tiros que ele recebeu é um tipo de controle mental, depois que começa a ter reações imprevistas. O bebê começa a suspeitar da mãe de, deliberadamente, causar uma doença. Quando o encoraja para lutar contra sua doença, Stewie diz a si mesmo "não vá suave dentro dessa boa noite". Primeiramente, atribui a citação ao cantautor Bob Dylan, mas então se corrige. Foi escrito pelo poeta Dylan Thomas.
Quando Meg pergunta por que seu irmão está ficando louco, Lois explica que está tendo alucinações por causa da febre, assim como uma vez quando Meg acidentalmente comeu brownies adultos (provavelmente contendo drogas) que sua mãe estava salvando para um concerto dos The Doobie Brothers.
Chris está sentado em um meio-fio e Quagmire pergunta o que está errado. Ele diz que Peter tem sido um péssimo pai para ele, e o vizinho ajuda-o ao se tornar seu pai temporário. Eles vão ao boliche e Quagmire pega uma sapatilha que estava dentro da bolsa de uma desconhecida. Ele cheira o sapato e diz para Chris fazer o mesmo, no entanto, afirma que o odor é ruim. Também vão a um clube de strip, onde uma stripper pergunta quantos anos Chris possui, que responde "idade o bastante para saber que vocês são vadias". Enquanto a stripper vai tirando sua roupa para o garoto, pergunta a ele porque se parece tão triste, e responde que está assim porque seu pai o ignora; a stripper diz para falar sobre o acontecido, fazendo com que Chris diga que ela é inteligente. Contudo, ambos são expulsos do clube quando Quagmire rouba um cartão de crédito através do reto de uma stripper, depois de ficar sem dinheiro.
Cleveland Jr. está para ganhar um torneio quando chuta uma bola de golfe. Ele corre, gritando "Eu sou o Pelé!" No fim, Peter e Chris se reconciliam e acertam as bolas de golfe em direções erradas.

## Recepção
Em sua avaliação de 2009, Ahsan Haque da IGN classificou o episódio em 9.3/10, chamando "Pai Adotivo" de "um forte episódio, e um jeito fantástico de encerrar a segunda temporada".
Em setembro de 2010, o criador de Uma Família da Pesada, Seth MacFarlane, disse em seu twitter que acredita que "Pai Adotivo" é o episódio menos engraçado que o programa produziu, contradizendo uma afirmação anterior sobre "Que Caia um Raio na Minha Cabeça".